# Vitela

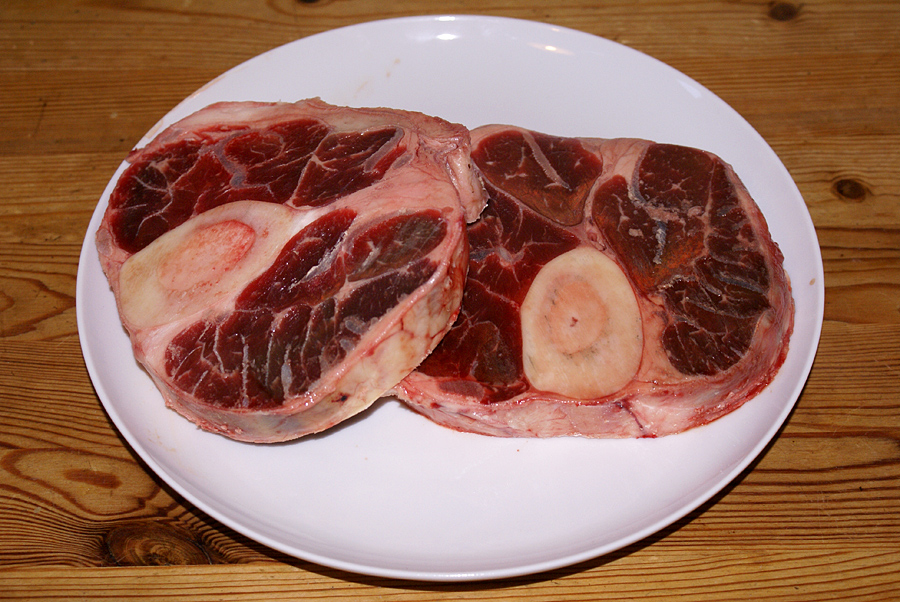
Um corte de carne de vitelo

Vitela, chamado por vezes também de vitelo, é o termo para a carne de bezerros. Os filhotes machos de raças leiteiras são aproveitados para a produção deste tipo de carne.
Refere-se também a um novilho que tem menos de um ano, ou sua carne.

## Tipos de carne
Existem 2 tipos de carne: a branca e a rosada. No caso de produção de carne branca o objetivo deste sistema é obter bezerros com 115 a 200 kg de peso vivo (70 a 125 kg de carcaça), com aproximadamente, 3 a 4,5 meses de idade. Para tanto os bezerros precisam ganhar, em média, mais de 900 g/cabeça/dia, com boa conversão alimentar.
A carne rosada é produzida com bezerros de 5 a 6 meses de idade, com um peso vivo de 225 a 250 kg ou 135–150 kg de carcaça. Para atingir este peso os animais precisam ganhar, em média, 1,2 kg por dia, com boa conversão alimentar.

## Produção da carne branca
O sistema de carne consiste em alojar os animais em baias individuais, e alimentá-los exclusivamente com uma dieta líquida - privando-os de qualquer outro alimento - preferencialmente um substituto artificial do leite, que deve ser deficiente em ferro. Na Países Baixos e na Bélgica o sistema inicia com consumo de 125 a 200 g do substituto industrial do leite para 1 a 2,5 litros de água e finaliza com 1400 a 1500 g/dia de substituto para 8,5 a 9 litros de água.

## Produção de carne rosada
O sistema de alimentação é baseado no uso de substituto do leite durante as primeiras semanas de vida do bezerro, fazendo-se o desaleitamento o mais rápido possível, utilizando-se então, ração concentrada fornecida à vontade, e pequenas quantidades de forragem.

## Controvérsias
Os bezerros são colocados em baias com espaço insuficiente para o exercício das funções mais básicas, como se virar ou andar e sem exposição ao sol.
Segundo pesquisadores como Tom Regan, a madeira é utilizada nas baias para impedir que o animal absorva ferro lambendo a baia, mantendo assim a coloração clara da carne.
Diversos grupos de direitos animais têm agido contra a produção de carne de vitela no mundo, argumentando que esta é produzida de forma essencialmente cruel.
Em 2011, após ser flagrado (e, posteriormente, absolvido) pela Real Federación Española de Ciclismo em exame antidoping, o ciclista espanhol Alberto Contador chegou a alegar "nunca mais como vitela", por questões de procedência de carne. O exame foi positivo para Clenbuterol, substância utilizada para, entre outros usos, engordar gado.